# Kommissionsgeschäft
Ein Kommissionsgeschäft ist eine besondere Form des Kaufs. Es zeichnet sich dadurch aus, dass eine Person Interesse am Abschluss des Vertrags mit einem anderen hat, jedoch keine unmittelbaren Rechtsbeziehungen zu diesem aufbauen will. Daher beauftragt sie einen anderen, das Rechtsgeschäft als Mittelsmann in eigenem Namen durchzuführen. Dieser wickelt den Kauf eigenständig, allerdings auf Rechnung des Auftraggebers ab und legt dessen Identität gegenüber dem Vertragspartner nicht offen. Damit handelt es sich bei der Kommission um eine Form von mittelbarer Stellvertretung.
Die Person, die im Hintergrund bleibt, wird als Kommittent bezeichnet. Die Person, die das Geschäft durchführt, wird Kommissionär genannt. Das deutsche Recht regelt das Kommissionsgeschäft im Handelsgesetzbuch (HGB) in § 383-§ 406 HGB. In Österreich ist das Kommissionsgeschäft weitgehend inhaltsgleich in § 383-§ 405 des Unternehmensgesetzbuchs (UGB) geregelt. Auch das Schweizer Recht enthält in Art. 425-Art. 438 des Obligationenrechts (OR) vergleichbare Regelungen.
Praktische Relevanz besitzt die Kommission vor allem bei Geschäften, bei denen der Hintermann anonym bleiben oder die Möglichkeiten des Kommissionärs nutzen möchte. Dies betrifft insbesondere den Kunst-, den Antiquitäten- und den Wertpapierhandel. Dabei kann die Kommission sowohl zum Zweck des Verkaufs (sog. Verkaufskommission) oder zum Zweck des Kaufs (sog. Einkaufskommission) genutzt werden.

## Das Kommissionsgeschäft nach deutschem Recht

### Beteiligte Personen
Am Kommissionsgeschäft sind der Kommissionär, der Kommittent und wenigstens ein Dritter beteiligt.

#### Kommissionär
Kommissionär ist nach der Definition des § 383 Abs. 1 HGB, wer gewerbsmäßig Waren oder Wertpapiere für Rechnung eines Dritten in eigenem Namen an- oder verkauft. Bei ersterem Fall handelt es sich um eine Einkaufskommission, bei letzterem um eine Verkaufskommission. Das Erfordernis des gewerbsmäßigen Handelns ist jedoch für die Anwendung der Kommissionsvorschriften nicht erforderlich, da § 406 Abs. 1 S. 1 HGB den Personenkreis der möglichen Kommissionäre auch auf Personen erweitert, bei denen der Abschluss von Kommissionsgeschäften nicht gewerbsmäßig erfolgt, sondern bloß gelegentlich; diese werden Gelegenheitskommissionäre genannt.
Eine besondere Erscheinungsform des Kommissionärs ist der Kommissionsagent. Dieser übernimmt für einen Kommittenten regelmäßig den Verkauf von Waren oder Wertpapieren, steht also in einem Dauervertragsverhältnis zu diesem. Grundsätzlich ist der Kommissionär gegenüber dem Kommittenten bei der Ausführung weisungsgebunden. Er darf aber, sofern mit dem Aufschub Gefahr verbunden ist, nach § 665 S. 2 BGB ausnahmsweise ohne Absprache handeln. Vom Handelsmakler unterscheidet er sich dadurch, dass er Verträge nicht bloß vermittelt, sondern selbst abschließt. Anders als ein Handelsvertreter wird der Kommissionär nicht in fremdem Namen tätig, sondern wird selbst Partei des Kommissionsgeschäfts.
Der Kommittent ist der Auftraggeber des Kommissionärs, der an der Durchführung des Kommissionsgeschäfts zwecks Wahrung seiner Anonymität nicht selbst beteiligt ist. Als Dritte werden diejenigen bezeichnet, mit denen der Kommissionär das Kommissionsgeschäft abschließt.

### Vertragsgegenstände
Verkaufsgegenstände sind nach § 383 Abs. 1 S. 1 HGB im Regelfall Waren und Wertpapiere. Nach § 406 Abs. 1 S. 1 HGB lösen aber auch andere Vertragsgegenstände die Rechtsfolgen des Kommissionsgeschäfts aus. Solche Fälle werden als uneigentliches Kommissionsgeschäft bezeichnet.

### Ablauf eines Kommissionsgeschäfts
Das Kommissionsgeschäft unterteilt sich in drei wesentliche Abschnitte: Den Abschluss des Kommissionsgeschäfts, die Durchführung des Ausführungsgeschäfts und die Abwicklung der Rechtsbeziehung zwischen Kommissionär und Kommittent.

#### Abschluss des Kommissionsgeschäfts
Zunächst schließen Kommissionär und Kommittent einen Vertrag ab, den Kommissionsvertrag. Hierbei werden der Kauf- oder der Verkaufgegenstand sowie die Provision des Kommissionärs vereinbart. Daneben treffen die Parteien gegebenenfalls Vereinbarungen über den Preis der Kaufsache, die Verteilung der Transportkosten, die Haftung des Kommissionärs, einen Aufwendungsersatzanspruch, die Dauer des Vertrages, die Kündigungsbestimmungen oder das Selbsteintrittsrecht des Kommissionärs. Das Kommissionsgeschäft stellt einen Geschäftsbesorgungsvertrag (§ 675 Abs. 1 BGB) dar. Daher ist das Recht dieses Vertragstyps auf das Kommissionsgeschäft anwendbar. Zusätzlich enthält der Kommissionsvertrag je nach Ausgestaltung werk- oder dienstvertragliche Elemente.
Der Kommissionsvertrag endet durch pflichtgemäße Erledigung des Kommissionsauftrags, durch Kündigung, Widerruf, Insolvenz oder durch Tod.

#### Durchführung des Ausführungsgeschäfts
Anschließend tätigt der Kommissionär das Ausführungsgeschäft. Hierzu schließt er mit einem Dritten in eigenem Namen, aber auf fremde Rechnung, einen Kaufvertrag. Da der Kommissionär in eigenem Namen auftritt, wird nicht der Kommittent, sondern er selbst Vertragspartei. Daher wird der Kommissionär aus dem Vertrag mit dem Dritten berechtigt und verpflichtet. Begeht der Dritte eine Vertragspflichtverletzung, steht ein daraus resultierender Schadensersatzanspruch gegen den Dritten daher zunächst dem Kommissionär zu.

#### Abwicklung
Da die Früchte des Rechtsgeschäfts allerdings dem Kommittenten zukommen sollen, folgt im Anschluss an das Ausführungsgeschäfts die Abwicklungsphase. Bei der Einkaufskommission übereignet der Kommissionär hierbei das durch das Geschäft mit dem Dritten erworbene Eigentum an der Kaufsache. Bei der Verkaufskommission übereignet der Kommissionär das Kommissionsgut an den Dritten. Die hierfür erforderliche Berechtigung erlangt er durch Ermächtigung des Kommittenten (§ 185 Abs. 1 BGB). Anschließend tritt der Kommissionär gemäß § 384 Abs. 2 HGB den Anspruch, den er gegen den Dritten erworben hat, an den Kommittenten ab. Ab diesem Zeitpunkt kann der Kommittent nach § 392 Abs. 1 HGB die Forderung gegen den Dritten durchsetzen.
Schließlich zahlt der Kommittent die vereinbarte Provision an den Kommissionär. Hierbei kann dieser auch nach § 396 Abs. 2 HGB den Ersatz notwendiger Aufwendungen verlangen, die mit der Geschäftsführung verbunden waren, soweit diese nicht schon durch die Provision abgegolten sind.

### Rechte und Pflichten des Kommissionärs

#### Rechte
Der Kommissionär kann gemäß § 396 Abs. 1 S. 1 HGB vom Kommittenten die Zahlung einer Provision verlangen. Dies erfordert die Ausführung des Geschäfts zwischen Kommissionär und dem Dritten. Eine solche Ausführung liegt stets vor, wenn der Dritte in vertragsgemäßer Weise an den Kommissionär leistet. Nach § 396 Abs. 1 S. 2 HGB besteht die Pflicht zur Provisionszahlung aber auch, wenn die Ausführung des Geschäfts aufgrund eines Umstands unterbleibt, der dem Kommittenten zuzurechnen ist und den Kommissionär im Übrigen kein Verschulden am Scheitern der Vertragsdurchführung trifft. Ist ein anderer Grund für das Scheitern ursächlich, entfällt die Pflicht zur Provisionszahlung. Nach herrschender Meinung ist der Provisionsanspruch ebenfalls ausgeschlossen, wenn es nicht bei der Ausführung, sondern bei der Abwicklung zu einer Leistungsstörung kommt und die Ursache dieser Störung nicht vom Kommittenten verschuldet ist.
Nach § 396 Abs. 2 HGB kann der Kommissionär vom Kommittenten die Aufwendungen, die er für die Durchführung des Geschäfts vornehmen musste, ersetzt verlangen. Hierzu zählen regelmäßig Transport- und Reisekosten. Bei der Einkaufskommission zählt hierzu auch der Kaufpreis, den der Kommissionär an den Dritten zahlen musste. Hat der Kommissionär den Dritten noch nicht ausbezahlt, kann er vom Kommittenten verlangen, dass er die Schuld gegenüber dem Dritten erfüllt.
§ 397 S. 1 HGB gewährt dem Kommissionär ein Pfandrecht an dem Kommissionsgut. Hierdurch soll die durch seine Vorleistung risikoreiche Stellung verbessert werden. Dieses ist besitzgebunden, es besteht also nur solange, wie der Kommissionär die Sachherrschaft über das Kommissionsgut ausübt. Das Pfandrecht ist nur bei der Verkaufskommission von Bedeutung, da der einkaufende Kommissionär Eigentum am Kommissionsgegenstand erwirbt. Ein Pfandrecht des Eigentümers an eigenen Sachen (Eigentümerpfandrecht) ist jedoch nach § 1256 Abs. 1 S. 1 BGB nicht möglich. Daher sieht § 398 HGB ein Befriedigungsrecht des Kommissionärs vor. Falls der Kommittent seiner Verbindlichkeiten gegenüber dem Kommissionär nicht nachkommt, kann letzterer das Kommissionsgut verwerten und sich aus dem Erlös befriedigen. § 399 HGB erweitert die Befriedigungsmöglichkeit auf Forderungen des Kommittenten gegen den Dritten.
§ 400-§ 405 HGB regeln das Recht des Kommissionärs, selbst in das Geschäft einzutreten. Nach § 400 Abs. 1 HGB ist dies möglich, wenn es sich beim Kommissionsgut um Waren, die einen Börsen- oder Marktpreis haben, oder um Wertpapiere handelt. Bei der Verkaufskommission tritt der Kommissionär daher selbst als Käufer, bei der Einkaufskommission selbst als Verkäufer auf.

#### Pflichten
Nach § 384 Abs. 1 HGB trifft den Kommissionär die Pflicht, das Geschäft mit dem Dritten mit der Sorgfalt eines ordentlichen Kaufmanns im Sinne des Kommittenten auszuführen. Dies bedeutet insbesondere, dass er sich um einen für den Kommittenten möglichst vorteilhaften Abschluss bemühen muss. Unter Umständen treffen ihn auch Beratungs- und Aufklärungspflichten. § 384 Abs. 2 HGB verpflichtet den Kommissionär, den Kommittenten über den Stand des Geschäfts mit dem Dritten zu informieren. Außerdem muss er nach Durchführung des Geschäfts dasjenige an den Kommittenten herausgeben, was er aus der Geschäftsbesorgung erlangt hat.
Daneben ist der Kommissionär an Weisungen des Kommittenten gebunden. Handelt er unbefugt und schuldhaft weisungswidrig, ist er dem Kommittenten nach § 385 Abs. 1 HGB zum Schadensersatz verpflichtet. Außerdem braucht der Kommittent das Geschäft bei einem Abweichen von seinen Weisungen nicht für eigene Rechnung gelten lassen. Letzteres gilt unabhängig davon, ob der Kommissionär schuldhaft weisungswidrig handelte. Das Zurückweisen ist ausgeschlossen, wenn die Abweichung geringfügig und das Interesse des Kommittenten kaum berührt ist. Dies ergibt sich nicht aus dem Wortlaut des HGB, es wird stattdessen aus dem Grundsatz von Treu und Glauben hergeleitet (§ 242 BGB). Ebenfalls unzulässig ist das Zurückweisen, wenn der Kommissionär anbietet, die Nachteile des Kommittenten auszugleichen. Das weisungswidrige Handeln kann nach § 385 Abs. 2 HGB ausnahmsweise befugt sein, wenn der Kommissionär annehmen darf, dass die Abweichung im Sinne des Kommittenten wäre. Dies kann beispielsweise der Fall sein, wenn der Kommittent seine Weisung aufgrund einer unzutreffenden Information erteilt hat.
Missachtete der Kommissionär eine Preisabsprache zum Nachteil des Kommittenten, kann der Kommittent das Geschäft nach § 386 Abs. 1 HGB nur zurückweisen, wenn er dies dem Dritten unverzüglich mitteilt. Der Kommissionär kann dies nach § 386 Abs. 2 S. 1 HGB verhindern, indem er dem Kommittenten anbietet, die Preisdifferenz zwischen dem vom Kommittenten gewünschten und dem tatsächlichen Preis auszugleichen.
Der Verkaufskommissionär ist außerdem verpflichtet, den mangelfreien Zustand des Kommissionsguts sicherzustellen. § 388 Abs. 1 HGB verpflichtet ihn, die Rechte des Kommittenten bei Mängeln zu wahren. Dies geschieht beispielsweise durch das Rügen des Mangels, falls der Dritte ein Kaufmann ist, da der Kommittent, an den die Ware zu übereignen ist, ansonsten keine Gewährleistungsrechte geltend machen könnte.

### Schutz des Kommittenten
Da nicht der Kommittent, sondern der Kommissionär Vertragspartei des Dritten wird, stehen die Ansprüche aus dem Ausführungsgeschäft gegen diesen zunächst dem Kommissionär zu. Daher könnte der Kommissionär bis zur Abtretung der Forderungen an dem Kommittenten über diese frei verfügen. Dass er dies schuldrechtlich nicht darf, ist wegen des Trennungsprinzips unbeachtlich. Darüber hinaus besteht die Gefahr, dass Gläubiger des Kommissionärs auf die Forderungen zugreifen. Um diesen Gefahren zu begegnen, ordnet § 392 Abs. 2 HGB an, dass die im Ausführungsgeschäft erworbene und noch nicht an den Kommittenten abgetretene Forderung gegenüber den Gläubigern des Kommissionärs als Forderung des Kommittenten betrachtet wird. Verfügungen des Kommissionärs über die Forderung an andere als den Kommittenten werden hierdurch relativ unwirksam, sodass der Kommittent auch weiterhin die Abtretung der Forderung an sich verlangen kann. Teilweise wird vertreten, dass sich dieser Schutz des § 392 Abs. 2 HGB analog auch auf den Gegenstand der Forderung, also die Kaufsache oder den Verkaufspreis, bezieht. Überwiegend wird dies jedoch abgelehnt, da sich der Kommittent auf andere Weise schützen kann, etwa durch eine vorweggenommene Übereignung des Kommissionärs an den Kommittenten (antizipiertes Besitzkonstitut). Somit fehle es an einer für eine Analogie erforderliche Regelungslücke.
Aus dem Gesetz geht nicht eindeutig hervor, ob die Regelung des § 392 Abs. 2 HGB auch auf den Dritten Anwendung findet. Hierfür spricht, dass der Dritte auch ein Gläubiger des Kommissionärs ist. Problematisch wäre hierbei allerdings, dass der Dritte nicht mit seiner Forderung gegen den Kommissionär aufrechnen könnte und nicht von seinem Zurückbehaltungsrecht Gebrauch machen könnte, da die Forderung ihm gegenüber als eine Forderung des Kommittenten gilt. Seine Position gegenüber dem Kommissionär wäre daher aufgrund der Abrede zwischen Kommittent und Kommissionär verschlechtert. Daher ist die Norm nach herrschender Ansicht nicht auf den Dritten anwendbar. Etwas anderes wird teilweise vertreten, wenn es um eine Forderung des Dritten geht, die in keinem Zusammenhang mit dem Ausführungsgeschäft steht. Der Dritte sei in solchen Fällen nicht schutzwürdiger als andere. Die herrschende Ansicht lehnt allerdings auch bei solchen inkonnexen Forderungen die Anwendung der Norm ab. Hierfür spreche, dass der Dritte gegenüber dem Kommissionär nach § 406 BGB hätte aufrechnen können, wenn dieser die Forderung bereits im Voraus an den Kommittenten abgetreten hätte. Dies müsse erst recht gelten, wenn die Forderung noch dem Kommissionär zusteht.
Kommt es zu einer Leistungsstörung durch den Dritten, beispielsweise eine Nicht- oder eine Schlechtleistung, stehen daraus folgende Schadensersatzansprüche nur dem Kommissionär als Vertragspartner des Dritten zu. Diesem fehlt es jedoch meist an einem Schaden, da sein Anspruch auf Zahlung der Provision gegen den Kommittenten von der Leistungsstörung unberührt bleibt. Dieses unbefriedigend wirkende Ergebnis wird durch die Drittschadensliquidation korrigiert: der Kommissionär macht den Schaden des Kommittenten geltend und gibt den hierdurch erhaltenen Ersatz an den Kommittenten heraus.

### Vorteile und Wertschöpfung
Vorteil des Kommissionärs gegenüber einem Eigenverkauf, bei welchem er eine zuvor erworbene Ware im eigenen Namen auf eigene Rechnung verkaufen würde: Der Kommissionär benötigt keine Geldmittel, um seine Tätigkeit aufzunehmen. Damit besteht auch keine Notwendigkeit für eine etwaige Zwischenfinanzierung. Kommt es nicht zu einem Verkauf, kann er die Ware an den Kommittenten zurückgeben. Das Geschäft ist für den Kommissionär risikoarm.
Vorteil für den Kommittenten gegenüber einem normalen Kaufvertrag: Der Kommittent kann, wenn es ihm gelegen ist, im Hintergrund bleiben, ohne dass der Käufer der Ware oder des Wertpapiers seinen Namen erfährt. Insbesondere aber profitiert er von dem vorhandenen Marktzugang, den Marktkenntnissen und der Professionalität des Kommissionärs und der daraus resultierenden Erweiterung seines Vertriebsnetzes.
Die Wertschöpfung des Kommissionärs besteht neben der Abwicklung der eigentlichen Transaktion im Herstellen des Kontaktes zu potenziellen Käufern. Dies kann persönlich oder durch Bekanntmachung, etwa das Ausstellen der Kommissionsware im Schaufenster, geschehen.

### Heutige Bedeutung des Kommissionsgeschäfts
Das Kommissionsgeschäft hat aufgrund der wachsenden Zahl von Handelsvertretern, Franchisenehmern und Vertragshändlern an praktischer Bedeutung verloren. In der Entwicklung des Kommissionsgeschäfts sind neue Vertriebsformen entstanden, die den Gedanken der Kommission aufgreifen. Hierzu zählen zum Beispiel Rabattmärkte, Restpostenmärkte oder vergleichbare Onlineshops.
Im Einzelhandel gilt Pay on scan als moderne Form des Kommissionsgeschäfts, bei dem Vollsortimenter und Bekleidungshäuser die Bewirtschaftung einzelner Abteilungen oder bestimmter Teilsortimente einem Kommittenten überlassen.
Eine Rolle spielt es außerdem noch im Kunst-, Antiquitäten- und Weinhandel sowie ganz besonders im Wertpapierhandel. Bei letzterem wird die Veräußerung oder die Anschaffung von Finanzinstrumenten für einen Dritten (Kunden) von der Bank als Kommissionär in eigenem Namen für fremde Rechnung getätigt. Weitere Anwendungsbereiche der Kommission sind der Verkauf von Kino-, Theater- oder Konzertkarten durch Reisebüros, der Verkauf eines gebrauchten Fahrzeugs durch einen Gebrauchtwagenhändler gegen Provision und der Filmverleih. Ein weiterer Anwendungsfall ist der Verlag eines literarischen Werks im Namen des Verlegers für Rechnung des Autors und nicht wie üblich des Verlegers selbst. Ein Geschäft, wie es in der Getränkeindustrie üblicherweise als Kauf auf Kommission bezeichnet wird (ein Konzertveranstalter nimmt LKW-Ladungen von Getränken in „Kommission“ und die Restbestände gehen nach der Veranstaltung zurück an den Getränkehersteller, etwa eine Brauerei), stellt kein Kommissionsgeschäft im Sinne der §§ 383–406 HGB dar, sondern ein Konditionsgeschäft. Ein Konditionsgeschäft ist nur eine Sonderform eines Kaufvertrages, auf den jedoch einzelne Vorschriften des Kommissionsgeschäfts Anwendung finden können, wie z. B. die Konkretisierung allgemeiner Schutzpflichten in den §§ 388 ff.

## Rechtslage in anderen Staaten
In Österreich entspricht die Rechtslage weitgehend der, die in Deutschland besteht. Ein Großteil der Vorschriften weist einen identischen Wortlaut auf. Unterschiede existieren hier lediglich im Detail und sind vor allem systematischer Natur.
In der Schweiz beschränken sich die Regelungen zum Kommissionsgeschäft nicht auf den Handelsverkehr, sondern sind Bestandteil des auch für Privatleute geltenden Obligationenrechts. Dort ist die Kommission gemäß Art. 425 Abs. 1 OR allgemein das Ein- oder Verkaufen in eigenem Namen für Rechnung eines anderen gegen Kommissionsgebühr. Bezüglich der Vertragsgegenstände beschränkt sich die Kommission allerdings auf den Erwerb beweglicher Sachen und Wertpapiere.